# Normunds Broks
Normunds Broks (ur. 16 stycznia 1960) – łotewski polityk, nauczyciel i urzędnik, minister bez teki (2006–2008).

## Życiorys
W latach 1978–1983 studiował na wydziale geografii Uniwersytetu Łotwy, w 2001 na tej samej uczelni uzyskał magisterium z administracji publicznej. Pracował jako nauczyciel geografii i dyrektor szkoły podstawowej. Od początku lat 90. działał w samorządzie, był m.in. radnym miejscowości Madona. Był zatrudniony w administracji oświatowej i jako wykładowca w kolegium nauczycielskim. Pełnił funkcję wicedyrektora departamentu w ministerstwie ochrony środowiska i rozwoju regionalnego oraz w ministerstwie finansów.
Działał w ugrupowaniu Dla Ojczyzny i Wolności/Łotewski Narodowy Ruch Niepodległości. Od listopada 2006 do grudnia 2008 pełnił funkcję ministra bez teki do spraw pozyskiwania środków z Unii Europejskiej w rządach Aigarsa Kalvītisa i Ivarsa Godmanisa. Później pracował m.in. w Banku Łotwy, w 2014 odmówił objęcia wakującego mandatu poselskiego (jako przedstawiciel Zjednoczenia Narodowego). Potem przeszedł do administracji ochrony środowiska, kierując jej regionalnymi biurami.